# 3-Déshydroquinate synthase
La 3-déshydroquinate synthase est une lyase qui catalyse la réaction :
3-deoxy-7-phospo-D-arabinoheptulosonique  {\displaystyle \rightleftharpoons }  3-déshydroquinate + phosphate.
Cette enzyme intervient à la deuxième étape de la voie du shikimate. Cette voie métabolique est indispensable au développement des organismes qui l'utilisent, de sorte que la 3-déshydroquinate est la cible de recherches visant à développer des antibactériens, des parasiticides et des herbicides. Elle requiert deux cofacteurs pour fonctionner : du NAD+ et du cobalt Co2+.

Réaction catalysée par la 3-déshydroquinate synthase.